# 573 a.C.

## Eventos
- Registos da chegada de povos de origem judia a Kerala, Índia.
- Primeiros Jogos Nemeus do Período Arcaico da Grécia, um dos quatro jogos pan-helénicos dedicados a Zeus.[1]